# Odostomia virginica
Odostomia virginica är en snäckart som beskrevs av J. B. Henderson och Bartsch 1914. Odostomia virginica ingår i släktet Odostomia och familjen Pyramidellidae. Inga underarter finns listade i Catalogue of Life.